# Персидский шмель
 Шмель персидский (Bombus persicus) — вид перепончатокрылых из рода шмелей (семейства настоящих пчёл), относящийся к подроду Thoracobombus и видовой группе Bombus mucidus. Численность сокращается из-за разорения гнезд, уменьшения площадей с цветущей растительностью из-за перевыпаса скота и покоса.

## Распространение
Распространён в Палеарктическом регионе.